# Quốc lộ 1 (Campuchia)

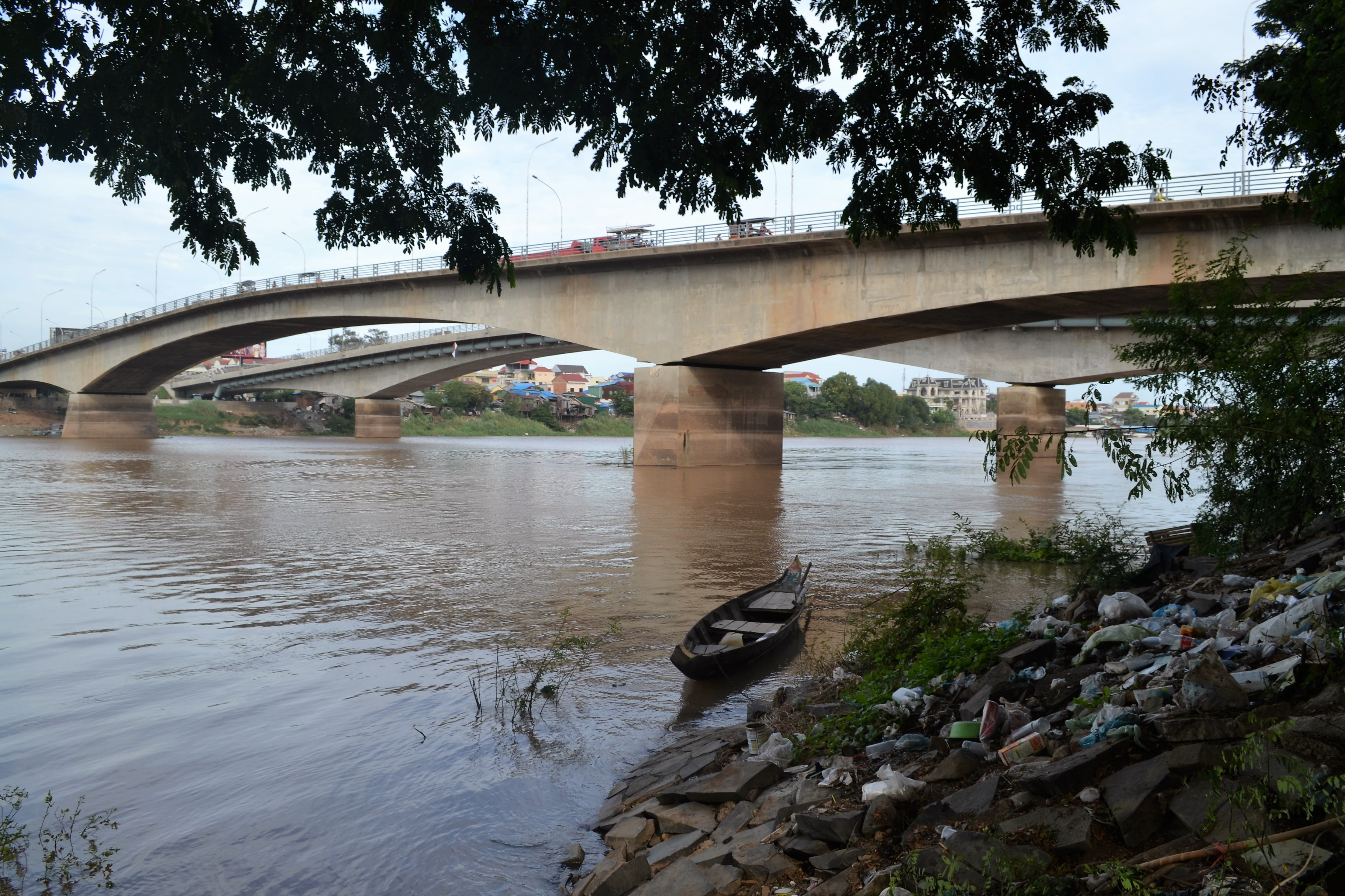
Quốc lộ 1 tại cầu Monivong ở Phnom Penh

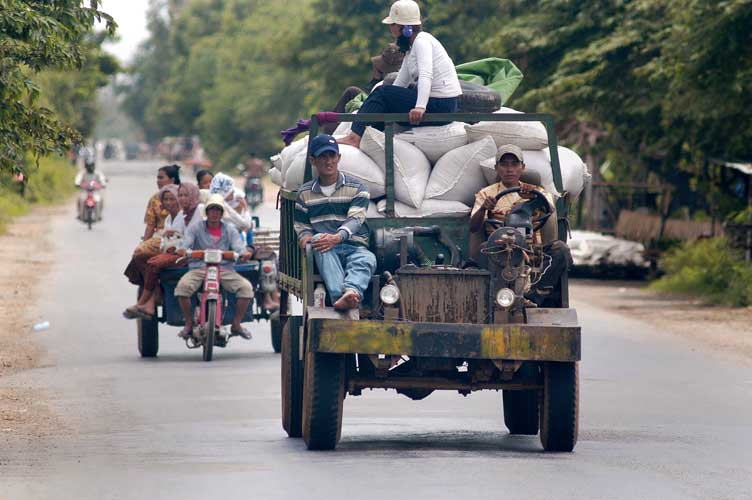
Xe cộ chạy trên quốc lộ

Quốc lộ 1 của Campuchia dài 167,1 km nối thủ đô Phnôm Pênh với tỉnh Svay Rieng, chạy đến tận cửa khẩu Bavet ở biên giới với Việt Nam. Nó vượt sông Mekong ở Neak Leung. Hiện tại, các phương tiện phải vượt sông bằng phà. Cầu Neak Leung đang được xây dựng với sự giúp đỡ của Nhật Bản. Đoạn từ Neak Loeang đến Phnom Penh chạy dọc bờ phải sông Mekong. Ở Phnôm Pênh, tuyến này giao cắt với Quốc lộ 2 gần cầu Monivong.
Quốc lộ 1 của Campuchia nối với quốc lộ 22 của Việt Nam (qua cặp cửa khẩu Bavet / Mộc Bài). Cả hai tuyến quốc lộ này đều thuộc tuyến Xuyên Á AH1. Dự án phát triển các hành lang kinh tế tiểu vùng sông Mekong của ADB xác định cả hai tuyến thuộc tiểu hành lang trung tâm của Hành lang Kinh tế phía Nam, nối Bangkok-Phnom Penh-Thành phố Hồ Chí Minh-Vũng Tàu.
Trong chiến tranh, đoạn nối Phnom Penh với Bavet bị hư hỏng nặng. Năm 1981, công việc sửa chữa đoạn này hoàn thành. Đến năm 2020, đoạn qua thị xã Bavet đã được mở rộng lên 6 làn xe.